# Gdzie jest Wally? (serial animowany)
Gdzie jest Wally? (ang. Where’s Wally?, 1991) – amerykański serial animowany, który powstał na podstawie serii książek autorstwa Martina Handforda. Opowiada o przygodach chłopaka imieniem Wally i jego przyjaciół, którzy za sprawą magicznej laski podróżują w czasie i przestrzeni.
Serial przede wszystkim zasłynął z tego, iż dwukrotnie w każdym odcinku główny bohater znika. Później pojawia się nieruchoma plansza przedstawiająca krainę, w której dzieje się akcja. Są na niej setki maleńkich postaci. W rogu ekranu zegar odlicza minutę. Widz miał wtedy za zadanie odnaleźć Wally’ego. Narrator dopinguje widzów. Po minucie powiększał się fragment obrazu, gdzie jest Wally.

## Postacie
- Wally (oryg. Waldo) – młody chłopak, noszący okulary i charakterystyczny sweter w biało-czerwone pasy. Posiadacz magicznej laski, dzięki której może dokonywać teleportacji.
- Wenda – przyjaciółka Wally’ego
- Pan Wagels – chomik Wally’ego
- Fryć – zwierzę Lewusa
- Szczek (oryg. Woof) – pies Wally’ego. Ma białą sierść i – podobnie jak jego pan – okulary i pasiasty sweter.
- Czarodziej Białobrody (org. Wizard Whitebeard) – mentor Wally’ego oraz towarzysz jego podróży.
- Lewus (org. Odlaw) – niesympatyczny osobnik starający się jak najbardziej uprzykrzyć życie Wally’emu i jego przyjaciołom. Ubrany niemal identycznie jak Wally z tą różnicą, iż nosi ciemne okulary i sweter w żółto-czarne pasy. Jego największym marzeniem jest zdobycie magicznej laski, którą co odcinek próbuje wykraść.

## Wersja polska
W Polsce został wydany na VHS przez ITI Home Video z lektorem, którym był Mirosław Utta. Od 11 sierpnia 1994 roku, TVP 1 emitowało serię z polskim dubbingiem a w kolejnych latach, serial nadała ponownie stacja RTL7.

## Spis odcinków
| N/o            | Polski tytuł               | Angielski tytuł               |
| -------------- | -------------------------- | ----------------------------- |
|                |                            |                               |
| SERIA PIERWSZA |                            |                               |
|                |                            |                               |
| 01             | Mój lewy kły               | My Left Fang                  |
|                |                            |                               |
| 02             | Leśne kobiety              | Forest Women                  |
|                |                            |                               |
| 03             | To kleik, świat kleiku     | It's A Gruel, Gruel World     |
|                |                            |                               |
| 04             | Świetna gra w piłkę        | The Great Ball Game           |
|                |                            |                               |
| 05             | Znikające morze            | Draining the Deep             |
|                |                            |                               |
| 06             | Podziemni myśliwi          | The Underground Hunters       |
|                |                            |                               |
| 07             | The Unfriendly Giants      | The Unfriendly Giants         |
| SERIA DRUGA    |                            |                               |
| 08             | Historia z epoki kamienia  | A Stone Age Story             |
|                |                            |                               |
| 09             | Kraina ulotek dywanowych   | The Land of the Carpet Flyers |
|                |                            |                               |
| 10             | Żywe eksponaty             | The Living Exhibits           |
|                |                            |                               |
| 11             | Ahead of the Future        | Ahead of the Future           |
|                |                            |                               |
| 12             | Wikingi Rzucają            | Viking Fling                  |
|                |                            |                               |
| 13             | Kraina zaginionej piramidy | The Land of the Lost Pyramid  |
|                |                            |                               |